# Friedensbeauftragter der Evangelischen Kirche in Deutschland
Der Friedensbeauftragte der Evangelischen Kirche in Deutschland ist der organisatorische Leiter der Friedensarbeit der EKD. Das Amt wurde 2008 geschaffen; als erster Beauftragter wurde der damalige Schriftführer in der Bremischen Evangelischen Kirche, Pastor Renke Brahms, in das Amt gewählt. Der Friedensbeauftragte der EKD stammt somit nicht aus dem Kreis der landeskirchlichen Friedensbeauftragten. Seit 2022 hat Friedrich Kramer, der Landesbischof der Evangelischen Kirche in Mitteldeutschland, das Amt inne.

## Aufgaben
Der Friedensbeauftragte fördert und koordiniert die Arbeit der landeskirchlichen Friedensbeauftragten und verschiedener Organisationen und Institutionen im Bereich der Friedens- und Entwicklungsarbeit. Er ruft zur jährliche Konferenz der Friedensarbeit in der EKD die Akteure zusammen. Der Beauftragte für Friedensarbeit des Rates der EKD repräsentiert die Friedensarbeit im Raum der EKD und äußert sich zu Friedensfragen in der Öffentlichkeit. Er hält die Verbindung zu den kirchenleitenden Gremien, insbesondere zum Rat der EKD.
Der Friedensbeauftragte soll die Inhalte der EKD-Friedensdenkschrift Aus Gottes Frieden leben – für gerechten Frieden sorgen von 2007 innerhalb der Kirche koordinieren. Er arbeitet mit der Evangelischen Arbeitsgemeinschaft für Kriegsdienstverweigerung und Frieden (EAK) und der Arbeitsgemeinschaft Dienst für den Frieden (AGDF) eng zusammen.

## Amtsinhaber
Renke Brahms war ab dem 1. Oktober 2008 bis zu seiner Pensionierung erster Friedensbeauftragter der EKD. Ferner war Renke Brahms auch im Beirat der evangelischen Seelsorge in der Bundeswehr tätig. Sein Nachfolger wurde im Januar 2022 Friedrich Kramer, der Landesbischof der Evangelischen Kirche in Mitteldeutschland.

## Positionen
Der Friedensbeauftragte hat immer wieder Position für die EKD zu gewaltsamen Konflikten genommen.
- 2011 sagte Brahms zum Libyen-Krieg, dass es „keinen gerechten Krieg gibt, sondern nur einen gerechten Frieden.“ Er bezog sich dabei auf die EKD-Haltung in der Denkschrift: Aus Gottes Frieden leben – für gerechten Frieden sorgen. Diese sei allerdings von der Überzeugung getragen, dass international gültiges Recht auch durchgesetzt werden müsse. „Dazu kann im Rahmen enger Kriterien im Ausnahmefall auch der Einsatz rechtserhaltender Gewalt gehören. Ich sehe diese Kriterien im Fall Libyens allerdings nicht erfüllt.“[4]